# El llaç sagrat
El llaç sagrat (anglès: Made for Each Other) és una pel·lícula estatunidenca dirigida per John Cromwell i estrenada l'any 1939. Ha estat doblada al català.

## Argument
Les dificultats i tribulacions d'una jove parella de casats, que interpreten Carole Lombard i James Stewart. Ell és un advocat tímid, pobre i mal pagat que no pot aconseguir que el seu cap li concedeixi un ascens ni que la seva mare deixi d'interferir en les seves vides.

## Comentaris
La pel·lícula comença com una típica comèdia, però va agafant més cos a mesura que els problemes augmenten i que els personatges es plantegen seriosament la millora de la seva situació financera.	

## Repartiment
- Carole Lombard: Jane Mason
- James Stewart: John Horace Mason

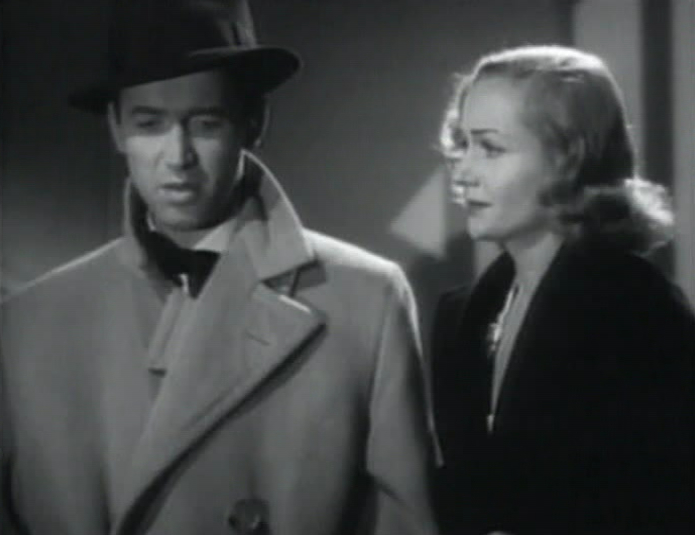
James Stewart i Carole Lombard al film

- Charles Coburn: Jutge Joseph M. Doolittle
- Lucile Watson: Mrs. Harriet Mason
- Eddie Quillian: Conway
- Alma Kruger: Germana Madeline
- Ward Bond: Jim Hatton
- Louise Beavers: Lily